# Мусаев, Мардан Мамед оглы
Мардан Мамед оглы Мусаев (азерб. Mərdan Məmməd oğlu Musayev; 1907, село Алимарданлы, Казахский уезд — 1982) — участник Великой Отечественной войны, командир отделения мотострелкового батальона 5-й гвардейской механизированной бригады 2-го гвардейского механизированного корпуса 28-й армии 3-го Украинского фронта, гвардии старший сержант. Герой Советского Союза.

## Биография
Родился 1 января 1907 года в селе Алимарданлы (ныне — в Товузском районе Азербайджана) в семье крестьянина. Азербайджанец.
В 1936 году окончил Геокчайский сельскохозяйственный техникум, работал бригадиром в Таузской МТС. Член ВКП(б)/КПСС с 1942 года.
В 1941 году был призван в Красную армию. Участвовал в обороне Северного Кавказа, в битве на Волге. Был ранен, но после госпиталя вернулся на фронт.
Отличился в боях за город Борислав. В ночь с 9 на 10 марта 1944 года группа бойцов получила задание форсировать Днепр и разведать расположение противника на правом берегу и возможность переправы для батальона. Мусаев первым переправился на противоположный берег. Вражеский пулемёт мешал высадке подразделений батальона. Под огнём противника гвардии старший сержант ворвался во вражеский окоп и уничтожил станковый пулемёт противника вместе с расчётом, обеспечив беспрепятственную высадку бойцов батальона на правом берегу Днепра.
13 марта 1944 года при форсировании реки Ингулец Мардан Мусаев спас жизнь командира батальона, прикрыв его грудью, и метким огнём из автомата уничтожил немецкого офицера и семь солдат противника.
В наступательном бою за совхоз «Шевченко» немецкий станковый пулемёт остановил продвижение роты. Гвардии старший сержант, проявив личную инициативу и бесстрашие, подобрался к немецкой позиции и, будучи ранен, в упор расстрелял расчёт пулемёта. Захватив пулемёт, Мардан Мусаев обеспечил наступление своей роты и лично уничтожил в этом бою до 20 гитлеровцев.
После войны был демобилизован. Вернулся на родину. Работал в системе торговли Таузского района.
Умер 25 марта 1982 года.

## Награды
- Указом Президиума Верховного Совета СССР от 3 июня 1944 года гвардии старшему сержанту Мусаеву Мардану Мамед оглы было присвоено звание Героя Советского Союза[1].
- За мужество и храбрость был награждён орденом Славы III степени и медалями.